# Zschaitz-Ottewig
Zschaitz-Ottewig település Németországban, azon belül Szászország tartományban. Lakosainak száma 1298 fő (2022. december 31.). Zschaitz-Ottewig Ostrau és Großweitzschen községekkel határos.

## Népesség
A település népességének változása:
| Lakosok száma | 1316 | 1311 | 1313 | 1298 |
|               | 2017 | 2019 | 2021 | 2022 |